# Bulbophyllum gracilipes
Bulbophyllum gracilipes là một loài phong lan thuộc chi Bulbophyllum.